# Filton and Bradley Stoke
Circonscription parlementaire de la Chambre des communes
La circonscription de Filton and Bradley Stoke est une circonscription située dans le South Gloucestershire, représentée dans la Chambre des communes du Parlement britannique depuis 2024 par Claire Hazelgrove du Parti travailliste.

## Géographie
La circonscription comprend :
- Les villes de Filton et Hambrook

## Membres du parlement
| Élection | Élection | Nom               | Parti        |
|          | 2010     | Jack Lopresti     | conservateur |
|          | 2024     | Claire Hazelgrove | travailliste |

## Élections

### Élections depuis 2010
| Inscrits           | Inscrits           | Inscrits           | 49 101    |             |       |  |
| Suffrages exprimés | Suffrages exprimés | Suffrages exprimés | 49 101    |             |       |  |
|                    |                    |                    |           |             |       |  |
|                    | Candidat           | Parti              | Suffrages | Pourcentage | Var.  |  |
|                    | Jack Lopresti      | Conservateur       | 22 920    | 46,68 %     | +5.9  |  |
|                    | Ian Boulton        | Labour             | 13 082    | 26,64 %     | +0.2  |  |
|                    | Ben Walker         | UKIP               | 7 261     | 14,79 %     | +11.7 |  |
|                    | Pete Bruce         | Liberal Democrats  | 3 581     | 7,29 %      | -18.0 |  |
|                    | Diana Warner       | Green              | 2 257     | 4,6 %       | +3.7  |  |

| Inscrits           | Inscrits               | Inscrits           | 48 301    |             |      |  |
| Suffrages exprimés | Suffrages exprimés     | Suffrages exprimés | 48 301    |             |      |  |
|                    |                        |                    |           |             |      |  |
|                    | Candidat               | Parti              | Suffrages | Pourcentage | Var. |  |
|                    | Jack Lopresti          | Conservateur       | 19 686    | 40,76 %     | +5.3 |  |
|                    | Ian Boulton            | Labour             | 12 772    | 26,44 %     | -7.4 |  |
|                    | Peter Tyzack           | Liberal Democrats  | 12 197    | 25,25 %     | -3.1 |  |
|                    | John Knight            | UKIP               | 1 506     | 3,12 %      | +0.9 |  |
|                    | David Scott            | BNP                | 1 328     | 2,75 %      | +2.7 |  |
|                    | Jon Lucas              | Green              | 441       | 0,91 %      | +0.9 |  |
|                    | Ruth Johnson           | Christian          | 199       | 0,41 %      | +0.4 |  |
|                    | None of the Above Zero | No label           | 172       | 0,36 %      | +0.4 |  |

## Référence
- (en) Cet article est partiellement ou en totalité issu de l’article de Wikipédia en anglais intitulé « Filton and Bradley Stoke (UK Parliament constituency) » (voir la liste des auteurs).
- Carte des circonscriptions du Royaume-Uni — Ordnance Survey (Service cartographique du Royaume-Uni)

1. ↑  (en) BBC News, « UK results 2019 », sur bbc.com (consulté le 19 décembre 2019)
2. ↑  (en) « Election Data 2015 » [archive du 17 octobre 2015], Electoral Calculus (consulté le 17 octobre 2015)
3. ↑  http://sites.southglos.gov.uk/elections/results.php?y=2015&ti=parliamentary&e=38&t=58 19Jun2015
4. ↑  (en) « Filton & Bradley Stoke parliamentary constituency - Election 2019 », sur BBC News (consulté le 27 septembre 2020).
5. ↑  UKIP Fight Filton and Bradley Stoke
6. ↑  (en) « Election Data 2010 » [archive du 17 octobre 2015], Electoral Calculus (consulté le 17 octobre 2015)
7. ↑  Filton and Bradley Stoke, UK Polling Report (lire en ligne)
8. ↑  None of the above, says name-change Bristol candidate, Bristol, Bristol Evening Post, 7 avril 2010 (lire en ligne)
9. ↑  Mr 'None of the Above' Zero set to stand in Filton and Bradley Stoke, Bristol, The Bradley Stoke Journal, 11 avril 2010 (lire en ligne)
10. ↑  As it happened: Bristol Election 2010, BBC, 10 mai 2010 (lire en ligne)
11. ↑  None of the Above Zero was a candidate at the 2010 General élection[7]. Previously known as Eric Mutch, he changed his name by deed poll to stand under that name. As candidates are listed by surname first he appeared on the ballot paper as "Zero, None of the Above,"[8] in effect giving voters a none of the above ? if elected he promised to resign immediately[9]. He came last with 172 votes[10].